# Solaure en Diois
Solaure en Diois község Franciaország Auvergne-Rhône-Alpes régiójában, Drôme megyében. Új községként 2016. január 1-jén jött létre Aix-en-Diois és Molières-Glandaz községek egyesítésével. A két korábbi település delegált község státusszal az új község része lett. Lakosainak száma 444 fő (2022. január 1.).

## Népesség
| Lakosok száma | 444  | 431  | 428  | 428  | 427  | 444  |
|               | 2017 | 2018 | 2019 | 2020 | 2021 | 2022 |